# Ibrahima Konaté
Ibrahima Konaté (Pariz, 25. svibnja 1999.) francuski je nogometaš koji igra na poziciji braniča. Trenutačno za Liverpool i francusku reprezentaciju. 
Poznat je po pozicijskoj igri, uklizavanjima, brzini, snazi, dodavanjima i igri glavom. Uspoređivan je s Virgilom van Dijkom, sugiračem u Liverpoolu.
Drugi je najmlađi od osmero djece, a njegovi roditelji su iz Malija. Prakticirajući je musliman. U početku je igrao kao napadač prije nego što je prešao u obranu.

## Klupska karijera
Započeo je karijeru u Sochauxu, gdje je debitirao kao profesionalac u veljači 2017. godine. Pridružio se RB Leipzigu s kojim je u lipnju 2017. potpisao petogodišnji ugovor. Liverpool ga je kupio 2021. godine za 36 milijuna funti. U svojoj prvoj sezoni igrajući za Liverpool osvojio je EFL Cup i FA Cup. Prvi gol za Liverpool postigao je 5. travnja 2022. protiv Benfice. Svoj prvi gol u Premier ligi postigao je protiv Wolverhamptona 28. rujna 2024.

## Reprezentativna karijera
Prvi put je pozvan u francusku reprezentaciju u lipnju 2022. godine. Igrao je na Svjetskom prvenstvu 2022. na kojem je Francuska igrala u finalu. Kapetan Francuske bio je protiv Italije u studenom 2024. godine.

## Vanjske poveznice
- Profil, Transfermarkt